# Xã Friberg, Quận Otter Tail, Minnesota
Xã Friberg (tiếng Anh: Friberg Township) là một xã thuộc quận Otter Tail, tiểu bang Minnesota, Hoa Kỳ. Năm 2010, dân số của xã này là 809 người.